# Seututie 570
Pour les articles homonymes, voir Route 570.
La route régionale 570 (finnois : Seututie 570) est une route régionale allant de Juankoski à Kuopio jusqu'à Nilsiä à Kuopio en Finlande,,.

## Présentation
La seututie 570 est une route régionale de Savonie du Nord. 